# BB-8
BB-8 – postać fantastyczna, jeden z bohaterów Gwiezdnych wojen – droid astromechaniczny. Po raz pierwszy pojawił się w filmie Gwiezdne wojny: Przebudzenie Mocy z 2015 roku.
Ma kształt kuli, na szczycie której znajduje się coś w rodzaju głowy. Maszyna porusza się tocząc po ziemi, podczas gdy głowa pozostaje zawsze na górze. Droid jest w stanie bardzo szybko się poruszać. Należał do pilota Ruchu Oporu – Poe Damerona. Podczas pobytu na planecie Jakku, około 30 lat po bitwie o Endor, połączył siły z uciekającymi przed zagrożeniem Rey i Finnem. W jego pamięć został wgrany fragment mapy zawierającej kryjówkę Luke’a Skywalkera.
Był poszukiwany przez szturmowców Najwyższego Porządku i Kylo Rena.
BB-8 został zaprojektowany przez Neala Scanlana. Na planie filmowym używano zdalnie sterowanego robota, w trudniejszych scenach został wygenerowany komputerowo.